# Теушпа
Теушпа — киммерийский царь, живший в VII веке до н. э., также упоминается как царь Умман-Манды в записях царя Асархаддона. В 679 году до н. э. он командовал киммерийскими войсками в битве против ассирийцев во главе с Асархаддоном, но проиграл битву, во время которой и погиб.
Схожесть имени киммерийского царя и персидского царя Теиспа, являющихся к тому же современниками, послужило у некоторых историков основанием считать Теиспа и Теушпу одним и тем же человеком.